# Дукер на Уейнс
Дукер на Уейнс (Cephalophus weynsi) е вид бозайник от семейство Кухороги (Bovidae). Видът не е застрашен от изчезване.

## Разпространение и местообитание
Разпространен е в Бурунди, Демократична република Конго, Кения, Руанда, Танзания, Уганда и Южен Судан.
Обитава гористи местности и савани.

## Описание
Продължителността им на живот е около 15,2 години. Популацията на вида е намаляваща.